# 守護
守護（しゅご）は、日本の鎌倉幕府・室町幕府が置いた武家の職制で、国単位で設置された軍事指揮官・行政官である。令外官である追捕使が守護の原型であって、後白河上皇が源頼朝に守護・地頭の設置と任免権を認めたことによって、幕府の職制に組み込まれていった。将軍により任命され、設立当時の主な任務は、在国の地頭の監督であった。
鎌倉時代は守護人奉行（）といい、室町時代には守護職（）といった。
制度としては室町幕府滅亡後、織豊政権成立により守護が置かれなくなり守護制度が自然消滅するまで続いた。

## 鎌倉時代

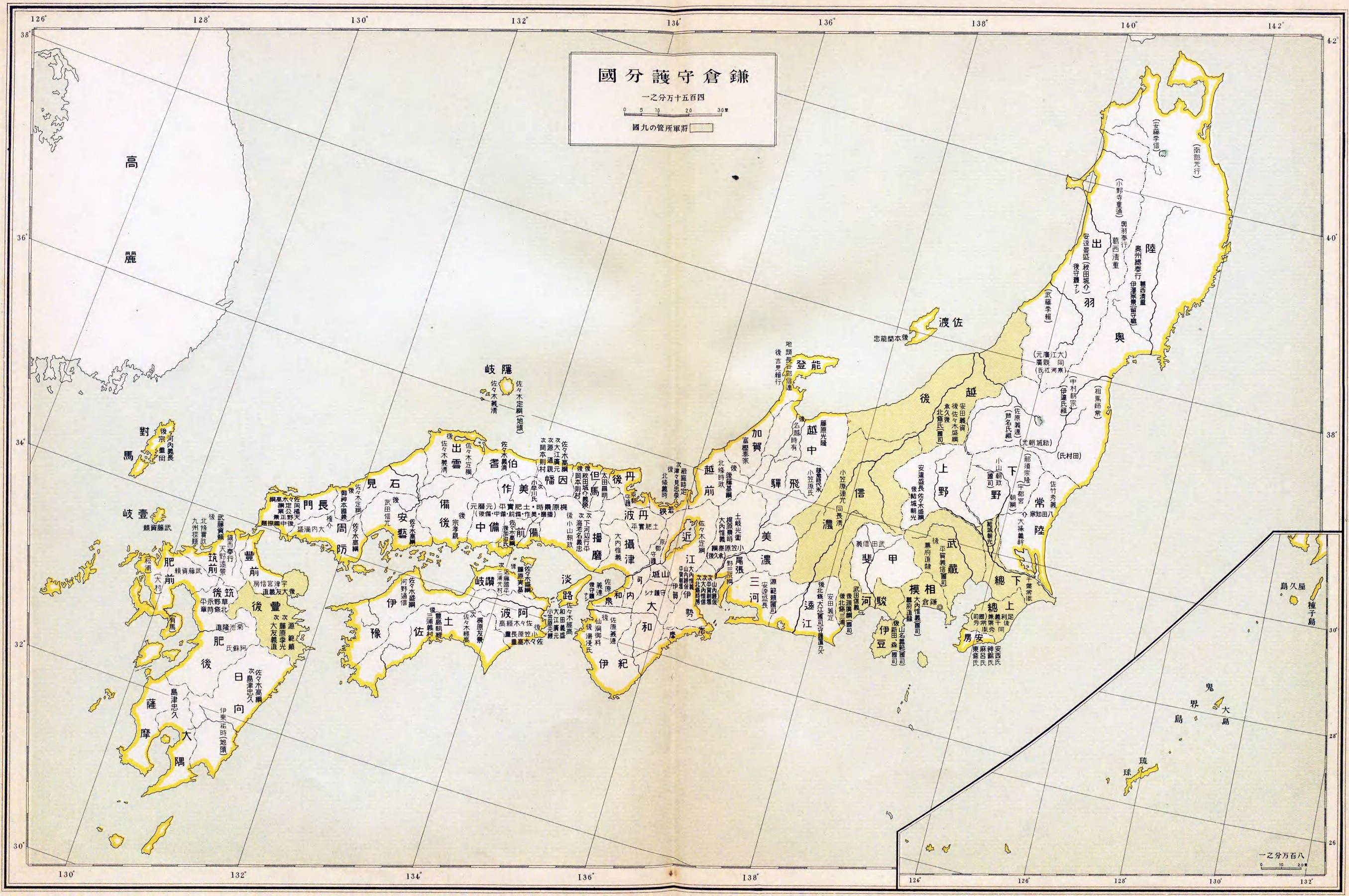
鎌倉期の守護配置図

平安時代後期において、国内の治安維持などのために、国司が有力な在地武士を国守護人（守護人）に任命したとする見解があり、これによれば平安後期の国守護人が鎌倉期守護の起源と考えられている。
鎌倉期の守護の初見は、1180年（治承4年）10月の富士川の戦いの直後に、源頼朝が甲斐源氏の武田信義を駿河守護、安田義定を遠江守護に任じたとする『吾妻鏡』10月21日条である。この段階では頼朝の勢力は足柄以西には及んでいないため編者による曲筆と思われるが、頼朝の勢力圏である関東南部には早期に設置されていたと見られる。その後、頼朝政権の勢力が西上するに従って、守護の設置は西国へと拡大していった。当時の守護は惣追捕使（）とも呼ばれ、国内の兵粮徴発や兵士動員などを主な任務としていた。梶原景時と土肥実平は播磨・美作・備前・備中・備後5ヶ国の惣追捕使に補任され（『吾妻鏡』元暦元年2月18日条）、源範頼軍と共に平氏追討に参加した。1185年（元暦2年）に平氏が滅亡して追討が終了すると、頼朝は後白河法皇に諸国惣追捕使の停止を奏上している（『百錬抄』6月19日条）。
同年11月、北条時政の奏請により、源義経・源行家の追討を目的として五畿・山陰・山陽・南海・西海諸国に国地頭（）を設置することが勅許された（文治の勅許）。国地頭には荘園・国衙領からの段別五升の兵粮米の徴収・田地の知行権・国内武士の動員権など強大な権限が与えられたが、荘園領主の反発を受けて翌年3月には停止され、時政は軍事・検断関係を職務とする惣追捕使の地位のみ保持した（『吾妻鏡』3月1日、2日、7日条）。やがて行家や義経与党が次々に討たれたことから、6月には畿内近国における惣追捕使が停止された（『吾妻鏡』6月21日条）。朝廷は惣追捕使について「世間落居せざるの間」（『吾妻鏡』3月7日条）と留保条件を付けており、この時期の守護は戦時や緊急時における臨時の軍事指揮官で、平時に戻れば停止されるのが当然という認識があったと推察される。頼朝の諸国守護権が公式に認められた1191年（建久2年）3月22日の建久新制により恒久的な制度に切り替わり、諸国ごとに設置する職は守護、荘園・国衙領に設置する職は地頭として区別され、鎌倉期の守護・地頭制度が本格的に始まることとなった。当初の頼朝政権の実質的支配が及んだ地域は日本のほぼ東半分に限定されており、畿内以西の地域では後鳥羽上皇を中心とした朝廷や寺社の勢力が強く、後鳥羽上皇の命で守護職が停止されたり、大内惟義（平賀朝雅の実兄）が畿内周辺7ヶ国の守護に補任されるなどの干渉政策が行われ続けた。こうした干渉を排除出来るようになるのは、承久の乱以後のことである。
その後、守護の職務内容が次第に明確化されていき、1232年（貞永元年）に制定された御成敗式目において、守護の職掌は、軍事・警察的な職務である大犯三箇条の検断（御家人の義務である鎌倉・京都での大番役の催促、謀反人の捜索逮捕、殺害人の捜索逮捕）と大番役の指揮監督に限定され、国司の職権である行政への関与や国衙領の支配を禁じられた。しかし、守護が国内の地頭や在庁官人を被官（家臣）にしようとする動き（被官化）は存在しており、こうした守護による在地武士の被官化は、次の室町時代に一層進展していくこととなる。
鎌倉中期以降は、北条氏一門による守護職の独占化が進んだ。これは、北条時頼の頃から北条本家（得宗）による政治の専制化、すなわち得宗専制が確立していったことに伴うもので、北条一門の守護国は、鎌倉初期の1200年頃に2国（他氏36国、守護不設置4国）、1250年頃に17国（他氏24国、不設置5国）、1285年頃に33国（他氏18国、不設置5国）、鎌倉最末期の1333年には38国（他氏15国、不設置5国）と鎌倉中期を境に一気に増加していた。こうした事態は、他の御家人らの不満を潜在化させることとなり、鎌倉幕府滅亡の遠因となったと考えられている。

## 室町時代
鎌倉幕府滅亡後に成立した後醍醐天皇による建武の新政においても、守護は、国司と併置される形で制度に残された。ただし、新政がわずか数年で終了したため、建武期の守護について詳細は明らかでない。
次に成立した室町幕府も、守護の制度を継承した。当初、守護の多くは在地の有力者が任じられていたが、次第に足利氏一門と交代させられて、その地位を保持していたのは、播磨の赤松氏（赤松則村）などごく僅かだった。これは、鎌倉期の得宗専制を引き継いだものである。
職権についても鎌倉期と同じく、初めは大犯三ヶ条とされていたが、国内統治を一層安定させるため、1346年（貞和2年）、刈田狼藉の検断権と使節遵行権が新たに守護の職権に加えられた。刈田狼藉は武士間の所領紛争に伴って発生する実力行使であり、使節遵行とは幕府の判決内容を現地で強制執行することである。この両者により、守護は、国内の武士間の紛争へ介入する権利と、司法執行の権利の2つを獲得した。
1352年（文和元年）には、軍事兵粮の調達を目的に、国内の荘園・国衙領の年貢の半分を徴収することのできる半済の権利が守護に与えられた。当初は、戦乱の激しい3国（近江・美濃・尾張）に限定して半済が認められていたが、守護たちは半済の実施を幕府へ競って要望し、半済は恒久化されるようになる。1368年（応安元年）の半済令（寺社本所領事）は、年貢だけでなく土地自体の半分割を認める内容であり、守護による荘園・国衙領への侵出が著しくなっていった。さらに、守護は荘園領主らと年貢納付の請け負い契約を結び、実質的に荘園への支配を強める守護請（）も行うようになった。また、税の一種である段銭や棟別銭の徴収なども行うなど、経済的権能をますます強めていったのである。
守護はこのように強化された権限を背景に、それまで国司が管轄していた国衙の組織を吸収すると同時に、強まった経済力を背景に、国内の地頭、在地領主（当時、国人と呼ばれた）、さらに有力名主らを被官（家臣）にしていった。この動きを被官化というが、こうして守護は、土地の面でも人的面でも、国内に領域的かつ均一な影響力を次第に及ぼしていく。こうした室町期の守護のあり方は、軍事・警察的権能のみを有した鎌倉期守護のそれと大きく異なることから、室町期守護を指して守護大名と称して区別する。また、守護大名による国内の支配体制を守護領国制という。ただし、守護大名による領国支配は必ずしも徹底したものではなく、畿内を中心に、国人層が守護の被官となることを拒否した例は、実は多く見られる。
室町中期までに、幕府における守護大名の権能が肥大化し、幕府はいわば守護大名の連合政権の様相を呈するようになる。当時の有力な守護には、足利将軍家の一族である斯波氏・畠山氏・細川氏をはじめ、外様勢力である山名氏・大内氏・赤松氏など数ヶ国を支配する者がいた。これら有力守護は、幕府に出仕するため継続して在京することが多く、領国を離れる場合や、多くの分国を抱える場合などに、国人を守護の代官としたり、直属家臣の中から守護代を置いた。さらにその守護代も小守護代を置いて、二重三重の支配構造を形成していった。なお、東国の守護は京都ではなく、鎌倉府のある鎌倉に出仕していた。これを在倉制と称する。
守護の恩典には、将軍の諱から一字をもらう一字拝領などがあった。また、守護の格式として白傘袋・毛氈鞍覆を許され、守護代には唐傘袋・毛氈鞍覆、塗輿が免許された。また、守護・守護代ともに塗輿の使用が免許され、有力な武士としての権威性を認められていた。管領・探題に達する者や有力守護にのみ許された特典としては、屋形号と朱の采配の免許があり、屋形号を持つ者の家臣は烏帽子と直垂を着用することが許された。特に鎌倉公方足利家では関東の有力武士のうち、8家に屋形号を授け関東八屋形などといわれた。

## 戦国大名の出現と戦国期守護
応仁・文明の乱の前後から、各地の守護同士や国人などの地域勢力との抗争や守護家における内訌が発生し、それに歩調を合わせるように、在地領主である国人（国衆）の独立志向（国人一揆など）が見られ、自立的な国人は守護と同様に独自の領域支配を行った。こうした動向は守護権威の低下を招いたが、一方で守護家による国人への支配強化へとつながっていった。そして、1493年（明応2年）の明応の政変前後を契機として、低下した権威の復活に失敗した守護は、守護代や国人などにその地位を奪われることになり、逆に国人支配の強化に成功した守護は、領国支配を一層強めていった。
こうして、鎌倉・室町期以来の守護のうち領国統一や支配強化に成功した守護家や、守護家に代わって台頭し、守護家と同様に領域支配を行った守護代・国人は戦国大名へと変質・成長し、戦国大名の出現・消滅をもって「戦国時代」の時代区分が用いられる。戦国大名の定義には諸説あるが、おおむね郡規模から一国以上の領域を支配し、朝廷や室町将軍・鎌倉公方などの伝統的権力以外と主従関係をもたないが必ずしも中央政権によって保証された権力ではなく、独自に外交・軍事を行っているなどの要素が指摘される。
戦国大名のうち畿内や西国は室町幕府の御分国であり守護家に出自をもつ戦国大名家が多く、一方で東国では駿河今川氏や甲斐武田氏など守護家出自の戦国大名家のみならず、非守護家でありつつも拡大領国を達成した相模後北条氏や、関東・東北地方では郡規模の支配を行う地域勢力が分立するなど、地域的特徴をもつ。
「戦国大名」に関する研究は戦後の実証主義史学において深化するが、それに伴い戦国期における守護の位置づけについても再検討が行われ、戦国大名権力の背景には戦国大名による戦国法の制定とともに守護公権の存在が指摘され、勝俣鎮夫らによって戦国大名の領国支配をひとつの「地域国家」としてみなす試みも行われた。
一方で、戦国大名研究に対し矢田俊文、今岡典和、川岡勉らは戦国大名領国の「地域国家」説を否定し、戦国期においても室町将軍体制や守護権威は存在し、「戦国期」の概念を15世紀半ばから開始された室町幕府の解体過程として位置づけ、16世紀初頭には守護権力の変質により「戦国大名」が出現するがあくまでも戦国大名は室町将軍体制の枠内に留まると評価し、戦国期の守護を「戦国期守護」として位置づけている。
戦国大名研究は主に東国を、戦国期守護論は畿内・西国を中心とした研究が展開されているため、現在に到るまで戦国大名・戦国期守護の認識には隔たりが存在し戦国期における守護の位置づけにも議論があるが、おおむね戦国期には室町将軍体制が一定の影響を及ぼしつつも、戦国大名は守護公権を必ずしも必要としない独自の大名権力を有していた点が指摘される。
なお、出羽国の戦国大名である安東氏では当初、蝦夷管領として蝦夷地（北州）にも勢力を持ち、奥州十三湊日之本将軍、または東海将軍と称して北海道南部（渡島）に土着した安東氏の庶家や蠣崎氏（後の松前氏）を上国守護職、下国守護職、松前守護職などに封じているなど、幕府以外にも守護職が独自に設置・任免された事例も例外的に確認される。

## 江戸時代
室町幕府の滅亡後は織豊政権や江戸幕府などの統一権力が戦国大名家や地域勢力を服属させ、主従関係を築いた。江戸幕府を開いた徳川氏は室町将軍家と同じく征夷大将軍を世襲しているが、近世の統一権力は主従関係をもった大名家を守護に任官させることなく所領を与え、幕藩体制による支配を整えた。
幕末には会津藩の藩主である松平容保が朝廷を通じて江戸幕府より京都守護職に任ぜられている。過去にも「京都守護」の職名は存在したが、この場合は「京都守護職」と称するのが正式であり、守護職の読みも室町時代の“しゅごしき”に対して“しゅごしょく”と読む。